# اوراهورو، هوکایدو
اوراهورو، هوکایدو (به لاتین: Urahoro, Hokkaido) یک منطقهٔ مسکونی در ژاپن است که در Tokachi Subprefecture واقع شده‌است. اوراهورو  ۵٬۹۹۳ نفر جمعیت دارد.